# Rajd Stuttgart Lyon-Charbonnières Solitude 1973
Rajd Stuttgart Lyon-Charbonnières Solitude 1973 (26. Rally Stuttgart Lyon-Charbonnières Solitude) – 26. edycja rajdu samochodowego Rajd Stuttgart Lyon-Charbonnières Solitude rozgrywanego we Francji. Rozgrywany był od 9 do 11 marca 1973 roku. Była to trzecia runda Rajdowych Mistrzostw Europy w roku 1973 oraz druga runda Rajdowych Mistrzostw RFN.

## Klasyfikacja rajdu
| Miejsce                      | Kierowca                     | Pilot                        | Samochód                     | Czas                         | Strata                       |                              |
| Klasyfikacja generalna i ERC | Klasyfikacja generalna i ERC | Klasyfikacja generalna i ERC | Klasyfikacja generalna i ERC | Klasyfikacja generalna i ERC | Klasyfikacja generalna i ERC | Klasyfikacja generalna i ERC |
| ---------------------------- | ---------------------------- | ---------------------------- | ---------------------------- | ---------------------------- | ---------------------------- | ---------------------------- |
| 1.                           | Bernard Fiorentino           | Maurice Gélin                | Simca CG MC 2200 Spider      | 2:06:32                      | 0.0                          |                              |
| 2.                           | Jean-François Piot           | Arnault                      | Alpine-Renault A110          | 2:08:25                      | +1:53                        |                              |
| 3.                           | Guy Chasseuil                | Christian Baron              | Ford Escort RS 1600 MKI      | 2:13:02                      | +6:30                        |                              |
| 4.                           | Reinhard Hainbach            | Wulf Biebinger               | Fiat 124 Abarth Rallye       | 2:14:49                      | +8:17                        |                              |
| 5.                           | Gérard Larrousse             | Christian Delferier          | Alfa Romeo 2000 GTV          | 2:15:34                      | +9:02                        |                              |
| 6.                           | Bob Wollek                   | Jean-Claude Guénard          | Alpine-Renault A110 1800     | 2:15:53                      | +9:21                        |                              |
| 7.                           | Jacques Henry                | Marc Gater                   | Alpine-Renault A110 1800     | 2:16:40                      | +10:08                       |                              |
| 8.                           | Pierre Maublanc              | Salvador Orlando             | Simca 1200 S                 | 2:18:16                      | +11:44                       |                              |
| 9.                           | Henri Greder                 | Richard Thomas               | Opel Ascona 1.9 SR           | 2:18:31                      | +11:59                       |                              |
| 10.                          | Bruno Saby                   | Jacques Andrevon             | Alpine-Renault A110 1800     | 2:18:32                      | +12:00                       |                              |